# Vlada Stošić
Vlada Stošić (ur. 31 stycznia 1965 we Vranje) – serbski piłkarz występujący na pozycji pomocnika. Wcześniej reprezentant Jugosławii.

## Kariera klubowa
Stošić karierę rozpoczynał w 1984 roku w zespole Crvena Zvezda. W 1985 roku zdobył z nim Puchar Jugosławii. W latach 1986–1988 grał na wypożyczeniach w australijskim Footscray JUST, a także jugosłowiańskich drużynach FK Rad oraz Radnički Nisz. Następnie wrócił do Crvenej Zvezdy. W 1990 roku zdobył z nią mistrzostwo Jugosławii oraz Puchar Jugosławii. W 1991 roku wraz z klubem ponownie wywalczył mistrzostwo Jugosławii. Wygrał z nim także rozgrywki Pucharu Mistrzów.
Na początku 1992 roku Stošić odszedł do hiszpańskiej Mallorki. W Primera División zadebiutował 2 lutego 1992 w wygranym 2:1 meczu z Realem Oviedo, w którym strzelił także gola. W sezonie 1991/1992 spadł z zespołem do Segunda División. Tam spędził dwa lata, a potem przeszedł do pierwszoligowego Realu Betis. Jego barwy reprezentował przez kolejne dwa lata. Następnie występował w meksykańskim Atlante oraz portugalskiej Vitórii Setúbal, gdzie w 1998 roku zakończył karierę.

## Kariera reprezentacyjna
W reprezentacji Jugosławii Stošić zadebiutował 12 września 1990 wygranym 2:0 meczu eliminacji Mistrzostw Europy 1992 z Irlandią Północną. Było to jednocześnie jedyne spotkanie rozegrane przez niego w drużynie narodowej.